# Зак Галина Мойсеївна
Галина Мойсеївна Зак (нар. 17 жовтня 1908, Київ — пом. 4 вересня 1984, Київ) — українська радянська художниця декоративного розпису; член Спілки радянських художників України з 1958 року. Дружина художника Моріца, мати художника Генріха Уманських.

## Біографія
Народилася 4 [17] жовтня 1908 року в місті Києві (нині Україна). Упродовж 1926—1930 років навчалася у Київському художньому інституті, була ученицею Костянтина Єлеви, Вікторв Пальмова, Карпа Трохименка, Федора Кричевського, Михайла Козика. 1935 року закінчила Київський інститут кіноінженерів.
З 1935 року працювала на Київській кіностудії художніх фільмів; у 1938—1941 роках завідувала фотокінолаболаторією на Центральній республіканській технічній станції. Після початку німецько-радянської війни перебувала в евакуації в Ашґабаті: у 1941—1945 роках працювала у художніх майстернях при Художньому фонді, у 1945—1947 роках — в артілі «Універсал».
Протягом 1949—1964 років працювала на Київському експериментальному керамічному художньому заводі. Жила в Києві, в будинку на вулиці Саксаганського, № 21, квартира № 12. Померла в Києві 4 вересня 1984 року.

## Творчість
Працювала в галузі декоративного мистецтва (художній фарфор), створювала форми, розписувала готові вироби. Серед робіт:
- серія декоративних чашок «Цирк» (1956);
- набори чашок «Український орнамент» (1956);
- келихи «Танці народів СРСР» (1959);
- прибори для сніданку, морсу «Прохолодний» (1965);

кавові сервізи
- «300 років возз'єднання України з Росією» (1954);
- «Радянський спорт» (1955);
- «Кармен» (1960);

вази
- «40 років Жовтня» (1957);
- «Маруся Богуславська» (1960);
- «І на оновленій землі…» (1964);
- «50 радянських років» (1967).

Брала участь у республіканських виставках з 1951 року. У 1958 році її роботи експонувалися у Таїланді.
Окремі роботи художниці зберігаються в Національному музеї українського народного декоративного мистецтва, Національному музеї Тараса Шевченка у Києві.